# Theridion dayongense
Theridion dayongense là một loài nhện trong họ Theridiidae.
Loài này thuộc chi Theridion. Theridion dayongense được Chuandian Zhu miêu tả năm 1998.